# Erici Sigfridus
Erici Sigfridus (Gothus) var en svensk målare, verksam vid Vadstena slott. Tillsammans med Davidus Peterson utförde Sigfridus dekorationen av Stora Borgstugan. De linjerät endast med svart och rött upptecknade målningarna visar en rad olika motiv med blomsterbuketter, druvklasar, kartuscher, slottsknektar, skepp och slottsbilder där den ena föreställer Vadstena slott medan den andra är ett fantasislott. Bilderna är naivt och ornamentalt tecknade men röjer att mästaren var raffinerad eftersom han med enkla spröda linjer av varierande grovlek byggt upp fantasifulla kompositioner.